# Иммунохимия
Иммунохимия — раздел иммунологии; изучает химические основы иммунитета. Основные проблемы — изучение строения и свойств иммунных белков — антител, природных и синтетических антигенов, а также выявление закономерностей взаимодействия между этими главными компонентами иммунологических реакций у разных организмов.
Методами иммунохимии пользуются также в прикладных целях, в частности при выделении и очистке активных начал вакцин и сывороток.
Одним из первых примеров использования метода иммунохимии является метод диагностики сифилиса, предложенный Августом Вассерманом. Впервые термин «иммунохимия» упоминается Сванте Аррениусом в 1904 году в работе, изучающей применение методов химии в изучении теории токсинов и антитоксинов.

## История
Первые исследования химии иммунных реакций предпринимались еще в конце 19 и начале 20 в.в. В них учеными было выявлено что антигенами могут служить белки, а так же синтетические комплексы белка с простыми химическими соединениями. В это же время была сформулирована гуморальная теория иммунитета (П. Эрлих). В 30-50 г.г. 20 века была объяснена иммуноглобулиновая природа антител и определены методы выделения антител в чистом виде (К. Ландштейнер, Гейдельбергер (М. Heidelberger), Маррака (J. Mar rack), Кабата (E. Kabat), Р. Портера и др.). Позднее были расшифрованы структуры антител и закономерности их биосинтеза.